# IBM System p

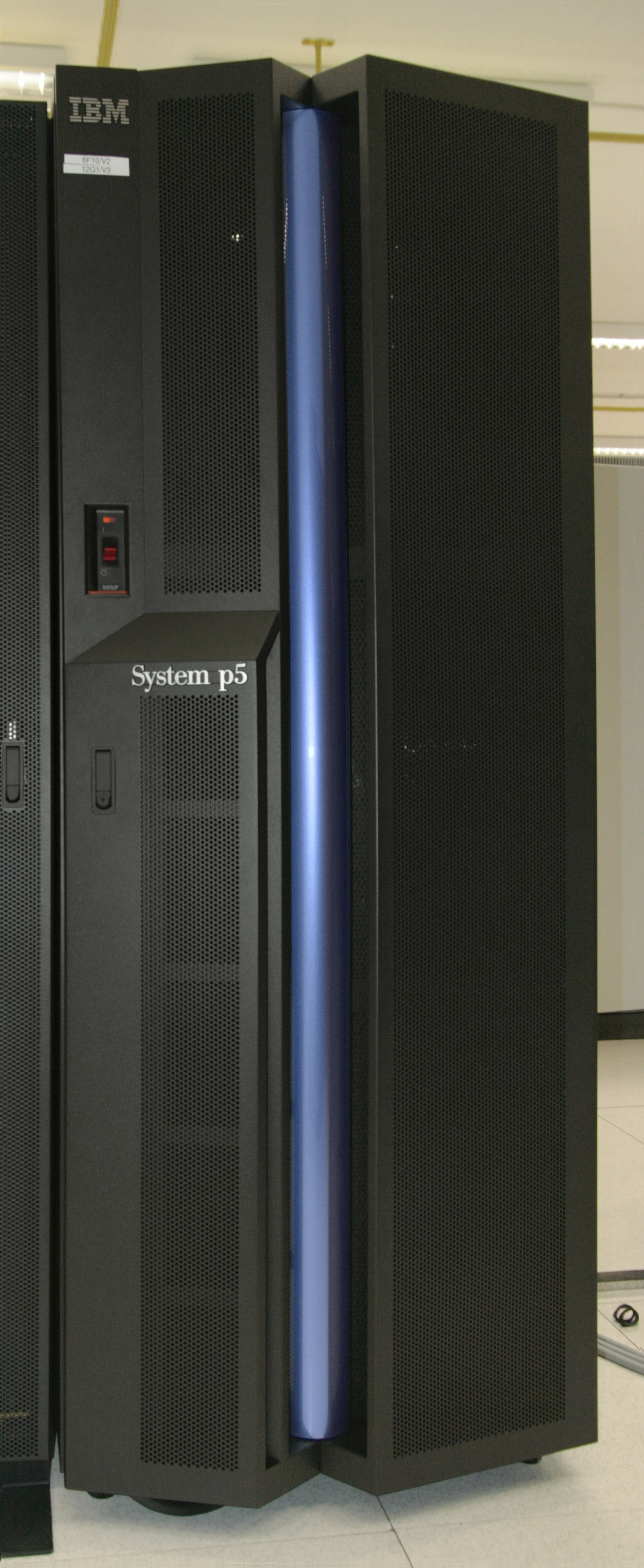
IBM System p5

L'IBM System p (precedentemente nota come RS/6000, sigla di RISC System/6000) è una serie di server prodotti da IBM e basati su processori RISC e sistemi operativi di tipo UNIX, predecessore della famiglia IBM Power Systems.

## Storia
Presentata nel 1990, la serie RS/6000 rimpiazzava la serie RT-PC. La serie nel corso della sua vita ha subito molti cambiamenti di nome. Inizialmente nota come RS/6000, la serie venne rinominata eServer pSeries nel 2000 come parte della linea e-Server.
La serie utilizza i processori POWER5 dal 2004 quando la famiglia venne rinominata eServer p5. IBM ha accorpato diversi prodotti nel marchio System per meglio focalizzare i prodotti nel mercato e la serie è stata nuovamente rinominata System p5 nel 2005.
La serie System p5 comprende anche i prodotti IBM della linea OpenPower.

## Processori
I primi RS/6000 erano basati sui processori POWER1 e POWER2. Dopo lo sviluppo del progetto PowerPC molti server di fascia bassa e le workstation furono basate sui processori PowerPC come il 603 e 604. I server di fascia alta furono basati su cluster SP per via delle notevoli prestazioni nei calcoli in virgola mobile dei sistemi di calcolo POWER. La variante del PowerPC RS64 fu utilizzata nei server commerciali per le notevoli prestazioni negli interi e nella gestioni di elevate moli di dati.
Dopo lo sviluppo del processore POWER4 la serie RS64 venne dismessa e sistemi basati sugli interi e sulla gestione di elevate moli di dati non sono più sviluppati.

## Caratteristiche
Tutti i sistemi IBM System p5 e la serie eServer p5 supportano il partizionamento logico con il Virtual I/O e la Micro partitioning. I System p generalmente utilizzano il sistema operativo AIX e le ultime versioni a 64 bit del sistema operativo Linux.

## Deep Blue
Deep Blue è un RS/6000 che venne utilizzato come base per realizzare il primo sistema in grado di vincere un match di scacchi con il campione del mondo Garry Kasparov. Il sistema era un server a 30 nodi RS/6000 Sp con 480 processori custom VLSI sviluppati per l'analisi delle posizioni. Il programma di scacchi era scritto in C e girava sul sistema operativo AIX. Il programma valutava 100.000.000 posizioni al secondo.